# San Diego Yacht Club
Le San Diego Yacht Club est un club nautique situé en baie de San Diego en Californie. Il est situé à Point Loma en face d'une langue de terre connue sous le nom de Shelter Island, San Diego (en) .

## Équipement
Le Yacht Club propose une salle à manger principale et une terrasse, un bar, une bibliothèque, une piscine, des courts de tennis, et un pavillon équipé d'un barbecue. Il propose des places en ponton pour des bateaux jusqu'à 90 pieds de longueur et des places à sec pour les petits bateaux jusqu'à 23 pieds de longueur.

Le Yacht Club propose aussi des places sur ses installations à l'Île Santa Catalina.

## Flotte
Le Yacht Club abrite plusieurs flottes de voiliers de régate (Lehman 12s, les PCs,Stars, Etchells, etc.) et des yachts de course pour aller à l'extérieur de la baie de San Diego et en océan pacifique.

## Regates
- Le San Diego Yacht Club est la base d'origine de la Sir Thomes Lipton Cup, l'un des événements importants des courses de Californie du Sud, se tenant au large de San Diego.
- Il a aussi été l'organisateur de la Coupe de l'America en 1987 avec le challenger Stars & Stripes 87, vainqueur de l'épreuve contre le defender australien Kookaburra III, en 1988 avec le Stars & Stripes US-1 vainqueur sur le New Zealand KZ-1, en 1992 avec le America³ vainqueur sur le Il Moro di Venezia. En 1995, le Young America y a été battu par le Black Magic.
- Il a aussi accueilli en 2009 le Championnat du Monde Snipe (Snipe World Championships (en)).
- Il organise aussi la Coupe du Yachting San Diego, fondée en 1972 par Gerry Driscoll.

## Programme Sailing Junior
Le San Diego Yacht Club bénéficie d'un des plus grands et des plus anciens programme de navigation pour la jeunesse dans le pays fondée en 1928 par l'équipe du Commodore Joe Jessop. L'objectif initial était d'enseigner la natation, la navigation à la voile, les tactiques de course, et l'esprit sportif. Des petits voiliers type Optimist, Laser, etc. y sont toujours employés pour les juniors.

Le Programme Sailing junior du San Diego Yacht Club a évolué au cours des années et forme environ 200  marins juniors qui naviguent  en 420S , Flying Junior, Laser, etc. Plusieurs équipes de voile de hight School naviguent ici : Point Loma , Bishop , Francis Parker et Cathédral Catholic High School.

## Personnalité
- Dennis Conner, skipper dans plusieurs épreuves de la Coupe de l'America
- J.J. Isler, médaille de bronze en 470 en Voile aux Jeux olympiques d'été de 1992
- Roy Edward Disney, un membre de la famille Disney.